# الفكارة (تانسيفت)
الفكارة هو دُوَّار يقع بجماعة تانسيفت، إقليم زاكورة، جهة درعة تافيلالت في المملكة المغربية. ينتمي الدوّار لمشيخة تانسيفت التي تضم 16 دوار. يقدر عدد سكانه بـ 720 نسمة حسب الإحصاء الرسمي للسكان والسكنى لسنة 2004.

## روابط خارجية
- البوابة الوطنية للجماعات الترابية
- المندوبية السامية للتخطيط